# Acacia cockertoniana
Acacia cockertoniana — вид квіткових рослин з родини бобових. Ареал: Австралія (Західна Австралія).

## Екологія
Населяє багатий залізом червоно-коричневий супісок або мулисту глину на пагорбах і хребтах.

## Біоморфологічна характеристика
багатостовбурний або рідко одностовбурний кущ або дерево, що зазвичай досягає висоти від 3 до 6(7) метрів з грубою сірою корою на глибоко потрісканому стовбурі та стеблами, які стають гладкими на верхніх гілках.